# جو أريناس
جو أريناس (بالإنجليزية: Joe Arenas)‏ هو لاعب كرة قدم أمريكية أمريكي، ولد في 12 ديسمبر 1925 في سيدار رابيدز في الولايات المتحدة.